# 청주오송도서관
오송도서관(五松圖書館)은 대한민국 충청북도 청주시 흥덕구 오송읍 소재의 시립 도서관이다.

## 연혁
- 2013년 9월 24일 개관.

## 시설현황
- 1층 : 어린이 자료실
- 2층 : 열람실/책대여

## 이용 안내
이용 시간
- 어린이자료실: 매일 09:00~18:00
- 종합자료실(정보자료실), 자율열람실: 평일 09:00~22:00 / 토·일요일 09:00~18:00

휴관일
- 매주 월요일
- 공휴일 - 대체공휴일 포함